# Милтон (Пенсилванија)
Милтон (енгл. Milton) град је у америчкој савезној држави Пенсилванија.

## Демографија
По попису из 2010. године број становника је 7.042, што је 392 (5,9%) становника више него 2000. године.
| Група             | 2000.         | 2010.         |
| Белци             | 6.246 (93,9%) | 6.227 (88,4%) |
| Афроамериканци    | 158 (2,4%)    | 204 (2,9%)    |
| Азијати           | 14 (0,2%)     | 46 (0,7%)     |
| Хиспаноамериканци | 144 (2,2%)    | 436 (6,2%)    |
| Укупно            | 6.650         | 7.042         |